# 高原へいらっしゃい
『高原へいらっしゃい』（こうげんへいらっしゃい）は、山田太一原作のTBS系で放送されたテレビドラマ。1976年に田宮二郎主演で放送され、2003年に佐藤浩市主演でリメイク版が放送された。

## 概要
野辺山の八ヶ岳高原に、何度も人手に渡り経営の難しいとされた1軒のホテルがあった。物語は冬が終わろうとする頃から始まり、夏の観光シーズンまでに限られた予算内でホテル運営を軌道に乗せるべく奮闘する面川マネージャーと、彼が集めたメンバーそれぞれの人間模様が描かれる。「ホテルを絶対に成功させる」という面川の強い決意の裏には、面川自身の人生の再起を期する意味が込められていることが回を追って明らかとなる。1976年版、2003年のリメイク版ともにドラマの舞台となっている八ヶ岳高原ホテルは八ヶ岳高原ヒュッテ（旧尾張徳川邸）である。

## 1976年版
1976年3月25日から7月15日まで毎週木曜日21:00 - 21:54に放送された。主演は田宮二郎。

### キャスト

#### 八ヶ岳高原ホテル
面川 清次
演 - 田宮二郎
本作の舞台となる八ヶ岳高原ホテルの支配人。かつては東京にある一流ホテルのフロントマネージャーだった。
自ら選び抜いたメンバーと共に潰れかけたホテルの再建に情熱を燃やす。
大貫 徹夫
演 - 前田吟
副支配人兼経理。専造の経営する大手鉄鋼会社の経理課長代理だったが、面川のお目付役としてホテルに出向してきた男。
堅物で口うるさい。
再建が成ったあと、専造から会社の経理課長のポストを打診されるが、断り、ホテルに残ると答えた。
鳥居 ミツ
演 - 池波志乃
ウェイトレス兼設備管理。ボイラーのエキスパートで蒲田の工場に勤めていた。
いくつもの資格を持つ優秀な技術者でありながら、自分の容姿にコンプレックスを抱いているため性格は内向的。同年代の冬子にライバル意識を持つ。
北上 冬子
演 - 由美かおる
ウェイトレス。美人で気立てがよく、ホテルの看板娘でもある。大手デパートの食堂で働いていたノウハウを活かし、接客態度は良好。他のメンバーからの人気も高い。
過去に恋愛で失敗しているせいか、その裏にはどこか暗い影を持つ。
高村 靖雄
演 - 潮哲也
ボーイ。長身の二枚目。赤坂のシティホテルでベルボーイをしていた。面川の部下では、唯一ホテルで働いた経験があり、面川の右腕的存在として活躍する。
人に騙された過去があることから、猜疑心が強くやや醒めた性格。冬子に好意を持つ。
小笠原 史朗
演 - 古今亭八朝
ボーイ兼バーテン。お調子者の三枚目。池袋のバーでのバーテン歴があり、酒の知識と接客技術を身につけている。
人は悪くないが、見栄っ張りで小心者なため、いつも不平や愚痴を口にする。
高間 麟二郎
演 - 益田喜頓
コック長。熟練コックで面川の良きアドバイザー。シンガポールの一流レストランでコック長を務めたのち、東京に戻っていたところを面川に引き抜かれる。
普段は温和な性格だが、これと決めたらテコでも動かぬ職人気質も持っており、面川の頭を悩ませたことも。スカウトされて、一時、神戸に行っていた。
服部 亥太郎
演 - 徳川龍峰
コック助手。高間の弟子。寡黙で無愛想だが料理の腕は確か。師匠の高間を心から尊敬しており、彼の不在時には立派に代役を果たした。
自分と似た性格のミツにほのかな恋心を抱く。
杉山 七郎
演 - 尾藤イサオ
運転手兼雑務。地元在住の青年でジープの持ち主。地元町長の推薦によってホテル再建に協力することに。
世間知らずで不器用なため到底ホテルマンには向かないが、素直な人懐っこい性格で誰からも好かれている。
有馬 フク江
演 - 北林谷栄
雑役。七郎と村田だけは「おばやん」とよぶ（他のメンバーからは「おばちゃん」）。地元の人間で、七郎と同じく町長の推薦によりホテルへ。
息子の嫁との折り合いが悪く、極端な人間嫌い。都会の人間には反感を持っていたが…。
村田 日出男
演 - 常田富士男
高間の推薦により材料の仕入れを任された地元卸売業者。むさ苦しい風貌で一見胡散臭い印象を与えるが、外見に反して良質な食材を見抜く確かな目を持つ。
ストーリー終盤では急場しのぎにホテルのフロントに立ったことも。
大場 専造
演 - 岡田英次
八ヶ岳高原ホテルのオーナー。大手鉄鋼会社の社長。祐子の父で、面川の義父。
ホテルを解雇され失意の日々を送っていた面川に自社所有のホテルの再建を任す。

#### その他
面川 祐子
演 - 三田佳子
清次の妻、専造の娘。ブティック経営。酒に溺れた面川との生活に疲れ果て、離婚を決意するが…。
ナレーション
声 - 田中信夫

#### ゲスト
第1話
- 岩城和男、松浪志保

第2話
- 稲川善一

第4話
- 団体客の課長 - 小鹿番
- 冷泉公裕

第5話
- 金田龍之介、西田敏行、垂水悟郎

第6話
- 雑誌記者・柳田：杉浦直樹

第7話
- 横光勝彦、渡辺康子、木田三千雄、千葉繁

第8話
- 海老名みどり、矢崎滋

第9話
- 津島恵子

第14話
- 原田一英（巨匠画家） - 大滝秀治
- 野沢（原田画伯の弟子） - 平泉征
- 久世龍之介

第15話
- 村上幹夫

第16話
- 私立塾経営者 - 及川ヒロオ
- 杉浦直樹

### スタッフ
- 原案・脚本 - 山田太一
- 脚本 - 横堀幸司、折戸伸弘
- 音楽 - 小室等、ムーンライダーズ
- 演出 - 高橋一郎、福田新一、田沢正稔
- 主題歌 - 小室等「お早うの朝」（作詞 谷川俊太郎　作曲 小室等）
- プロデューサー - 高橋一郎

### 放送日程
| 各話   | 放送日        | 脚本              | 演出     | 出来事                                                                                 |
| ------ | ------------- | ----------------- | -------- | -------------------------------------------------------------------------------------- |
| 第1話  | 1976年3月25日 | 山田太一          | 高橋一郎 | 面川が東京でスカウト、各自ホテルへ集結                                                 |
| 第2話  | 4月01日       | 山田太一          | 高橋一郎 |                                                                                        |
| 第3話  | 4月08日       | 山田太一          | 高橋一郎 | おばやんが高間さんのオムレツを試食                                                     |
| 第4話  | 4月15日       | 山田太一          | 福田新一 | おばやんがエプロンを作る                                                               |
| 第5話  | 4月22日       | 山田太一          | 高橋一郎 | 面川、宣伝を依頼に東京の出版社めぐり                                                   |
| 第6話  | 4月29日       | 山田太一          | 高橋一郎 | 雑誌記者・柳田現る                                                                     |
| 第7話  | 5月06日       | 山田太一 横堀幸司 | 高橋一郎 | 船員夫婦来館                                                                           |
| 第8話  | 5月13日       | 山田太一          | 福田新一 | 新婚カップル来館 大貫がセールスのため東京へ、祐子と面会                                |
| 第9話  | 5月20日       | 山田太一          | 田沢正稔 | 高間さんが引き抜かれる?                                                                |
| 第10話 | 5月27日       | 折戸伸弘          | 高橋一郎 |                                                                                        |
| 第11話 | 6月03日       | 折戸伸弘          | 福田新一 | 設備の要・ボイラーが故障                                                               |
| 第12話 | 6月10日       | 折戸伸弘          | 田沢正稔 | 面川が東京の大場社長に増資を懇願                                                       |
| 第13話 | 6月17日       | 折戸伸弘          | 高橋一郎 | 靖雄,史朗,七郎がホテルを去り東京へ 高間コック帰還                                      |
| 第14話 | 6月24日       | 折戸伸弘          | 福田新一 | 原田画伯来館                                                                           |
| 第15話 | 7月01日       | 折戸伸弘          | 田沢正稔 | おばやん復帰、東京へ出た3人も出戻る 面川、冬子、靖雄、七郎が宣伝のため花ジープで東京へ |
| 第16話 | 7月08日       | 折戸伸弘          | 高橋一郎 | 柳田記者再び現る                                                                       |
| 最終話 | 7月15日       | 山田太一          | 高橋一郎 | 大場社長・祐子来館                                                                     |

## 2003年版
2003年7月3日から9月4日まで毎週木曜日22:00 - 22:54に放送された。主演は佐藤浩市。
BS-TBSの「奥さま劇場」枠で2013年6月10日から6月21日まで放送された。

### キャスト（2003年版）

#### 八ヶ岳高原ホテル（2003年版）
面川 清次
演 - 佐藤浩市
主人公。八ヶ岳高原ホテル支配人。かつては高級ホテルの支配人だったが、倒産後、一時酒浸りになって時に祐子に八つ当たりしていた。
温厚な性格で、従業員に対する態度を若月から「甘い」と窘められる。過去の失敗を教訓に「経験よりも人柄重視」で八ヶ岳高原ホテルのスタッフをスカウト。そして、彼らとともに自らも成長していく。
最終回では、ユナイトホテルの沖から特例として総支配人で残れるように取り計ってもらったものの、従業員を取り替える方針に納得がいかず、従業員ともども退職を選択。
1年後、八ヶ岳高原ホテルが買い戻されたあとに支配人として再就職する。
若月 誠
演 - 西村雅彦
八ヶ岳高原ホテル副支配人。「仲間意識よりも管理意識」と述べており、従業員の教育に厳しく、トラブルもしばしば。
上司である矢野謙作から厳しいノルマを言い渡される。元は経理畑一筋だったために利益優先の言動が目立っていたが、日が経つにつれ、八ヶ岳高原ホテルに愛着が湧いていく。
本間 さおり
演 - 井川遥（少女時代：川本留美）
接客係。本間哲郎の娘。父譲りの観察力と気遣いの持ち主だが、正論をぶつけてトラブルになることがある。運転免許を持っている。
父をクビにした面川を調べるため、八ヶ岳高原ホテルに就職する。
オープン当日、身勝手な団体客に言いがかりをつけられた（第4回）。
石塚 章一
演 - 堀内健（ネプチューン）
接客兼バーテン担当。調子のいいところがあるが、人を惹きつける話術がある。六本木で働いていたため、タチの悪い客にも対処できる。
客としてホテルを偶然訪れた元彼女・丸山清美（榎本加奈子）の結婚披露宴を従業員として演出し、大きく成長する（第6回）。そのあたりから親しくなっていった山村久美と最終回にて結婚する。
山村 久美
演 - 市川実和子
接客係。電気技師やボイラー技士などの資格を多数所有するが仕事が長続きしない。恋愛体質で気が多く、押しに弱い。
当初は「肉体労働は嫌い」と発言したり、仕事をサボッたり、タバコを吸ったりしていたため、若月や峰子から注意をされていた。
プレオープン時にホテル評論家・神崎三千男に星を見せるために外へ連れ出し、若月をヒヤッとさせたものの、神崎からは「星が綺麗だった」と絶賛される。
最終回にて石塚章一と結婚。
中原 友也
演 - 平山広行（EDテロップでは新人と表記）
接客係。英語が得意で、アメリカでのホテルマンの経験もあるという。はっきり物を言うところがある。
オープン当日、身勝手な団体客に振り回されていたさおりを守るために口論した（第4回）。
最終回でアメリカでのホテルの勤務経験が偽りだったと告白。
小池 雄一郎
演 - 菅原文太
八ヶ岳高原ホテルのコック。さおり父子とは顔見知り。
かつて勤めていたシンガポールオリエントホテルが矢野に売却されて失職。「コックになりたい」と志願するも、当初は「高価な物が良い物とはかぎらない」などと面川と対立する場面があった。新しいことにも意欲的に取り組む。
若い頃、酔っ払った客に絡まれ、殴ってクビになった過去があるらしい（第4回）。
ユナイトホテルの沖の配慮で総料理長として残留となるが、面川同様、従業員全員の慰留がかなわないために退職の道を選択。
八ヶ岳高原ホテルが買い戻されたのちに再就職した。
関 麻美
演 - 純名りさ
峰子の娘。コック見習い。
夫のリストラが原因で息子・博幸を連れて実家に帰るも就職にありつけず、八ヶ岳高原ホテル再建をきっかけに母・峰子と就職する。
仕事は一生懸命にこなすが要領が悪い面がある。一方、クッキーやケーキ作りは得意。
元夫（尾美としのり）と復縁するために息子とともに東京へ行き、唯一の中途退職者となった（第7回）。
関 峰子
演 - 大山のぶ代
雑用係。地元の事情に詳しい。仕事ぶりは真面目で器用にこなす。愛称は「おばちゃん」。
娘の失敗をなじった若月にビンタを張った（第7回）。

#### 面川家
面川 祐子
演 - 余貴美子
面川の妻。矢野謙作の娘。
最終回で息子・大とホテルを訪れる。
面川 大
演 - 染谷将太
面川夫妻の一人息子。
父が酒に溺れたことをきっかけに別居。八ヶ岳高原ホテルがユナイトホテルに売却されたあとに一緒に暮らす。
平成版のみ登場（昭和版は子どもはいない設定）。

#### その他（2003年版）
五十嵐 俊彦
演 - 高知東生
八ヶ岳に住む喫茶・軽食店の経営者。麻美の幼なじみ。当初から面川には好意的に接し、食材の仕入れ先などの世話をする。
ホテルの団体客を捌くために厨房を手伝った経験から、小池から本格的に料理を学ぼうと決意して準従業員となる。
麻美に気のある発言をしていた。
貫井 明夫
演 - 入江雅人
八ヶ岳に住むペンション経営者。脱サラ組。おもに地元客が常連で、観光協会に顔が利く。
予約の手違いでダブルブッキングしてしまい、超過した客を八ヶ岳高原ホテルに宿泊させてもらった恩がある（第5話）。
本間 哲郎
演 - 平田満
さおりの父。面川が経営していた高級ホテルに勤めていた料理人。客の利き手にまで気を配る接客をしていたが、人件費削減のためにリストラされる。
故人のため、回想シーンのみの登場。
矢野 謙作
演 - 竹脇無我
面川祐子の父。
八ヶ岳高原ホテルを高く売りつけるため、若月に高いノルマを課す。そして、ユナイトホテルに売却するも、経営不調となり、1年後に買い戻すハメになった。
昭和版では売却される展開はない。
永瀬 由紀
演 - 梅宮万紗子
団体宿泊客。「もう少し静かにするように」と言ったさおりと口論する（第4回）。
水島 絹江
演 - 八千草薫（特別出演、第7・8回）
横浜にある老舗ホテルのオーナー。
父の後を継ぐもホテルの経営が難しくなり、旧知の仲である小池を引き抜く目的でホテルを訪れる。客として過ごす中、面川をはじめとするスタッフの仕事に対する姿勢を目にし、引き抜きを思い留まった。
神崎 三千男
演 - 杉浦直樹（特別出演、第2・3回）
ホテル評論家。かつて、面川が経営していた高級ホテルを辛く評価した。
プレオープンの前日に突然来日。「このホテルは最低」と言いつつ「何回も行きたくなる」と評し、雑誌で高評価する。
沖 修介
演 - 宅麻伸（特別出演、第9・最終回）
平成版オリジナルキャラクター。ホテルを買い取るために外国人と一緒に客としてやって来る。
面川と小池の2名を特例として残れるように取り計らった。

### スタッフ（2003年版）
- 原作 - 山田太一
- 脚本 - 前川洋一、吉本昌弘、奥寺佐渡子
- 音楽 - 羽毛田丈史
- 演出 - 今井和久（MMJ）、吉田健（TBS）、本多繁勝
- 主題歌 - 浜崎あゆみ「forgiveness」（avex trax）
- 編成担当 - 坂本香（TBS）
- プロデュース - 志村彰、次屋尚
- 制作 - MMJ
- 製作 - TBS

### 放送日程（2003年版）
| 各話                                                      | 放送日        | サブタイトル                     | 脚本              | 演出     | 視聴率 |
| --------------------------------------------------------- | ------------- | -------------------------------- | ----------------- | -------- | ------ |
| 第1話                                                     | 2003年7月03日 | 荒野の七人                       | 前川洋一          | 今井和久 | 9.8%   |
| 第2話                                                     | 7月10日       | 突然の敵                         | 前川洋一          | 今井和久 | 7.4%   |
| 第3話                                                     | 7月17日       | 面川の涙                         | 前川洋一          |          | 6.3%   |
| 第4話                                                     | 7月24日       | 面川更迭                         | 前川洋一          | 吉田健   | 7.7%   |
| 第5話                                                     | 7月31日       | こころのホテルって何ですか       | 吉本昌弘          | 今井和久 | 6.7%   |
| 第6話                                                     | 8月07日       | 涙と感動のウエディングケーキ     | 前川洋一          | 今井和久 | 6.7%   |
| 第7話                                                     | 8月14日       | ホテルを愛するそれぞれの思い     | 吉本昌弘          | 吉田健   | 7.5%   |
| 第8話                                                     | 8月21日       | 心に秘めた30年間の約束           | 前川洋一 吉本昌弘 | 吉田健   | 6.3%   |
| 第9話                                                     | 8月28日       | 仲間を裏切る野望                 | 奥寺佐渡子        | 本多繁勝 | 5.7%   |
| 最終話                                                    | 9月04日       | また会う日まで! それぞれの旅立ち | 吉本昌弘          | 今井和久 | 8.0%   |
| 平均視聴率 7.2%（視聴率は関東地区・ビデオリサーチ社調べ） |               |                                  |                   |          |        |